# Le Fay-Saint-Quentin
Le Fay-Saint-Quentin település Franciaországban, Oise megyében. Lakosainak száma 529 fő (2022. január 1.). Le Fay-Saint-Quentin Bresles, Essuiles, Fouquerolles, Laversines és Rémérangles községekkel határos.

## Népesség
A település népességének változása:
| Lakosok száma | 555  | 536  | 538  | 522  | 523  | 523  | 524  | 524  | 529  |
|               | 2013 | 2015 | 2016 | 2017 | 2018 | 2019 | 2020 | 2021 | 2022 |